# Paul J. Flory
Paul John Flory (Sterling, Illinois, 19 de junio de 1910-Big Sur, California, 8 de septiembre de 1985) fue un químico y profesor universitario estadounidense galardonado con el Premio Nobel de Química en 1974 «por sus estudios, teóricos y prácticos, en la fisicoquímica de las macromoléculas».

## Biografía
Tras graduarse en química en la Elgin High School en 1927, consiguió el doctorado en la Universidad Estatal de Ohio en 1934. En 1961 fue nombrado profesor de química en la Universidad de Stanford. Falleció el 9 de septiembre de 1985, a la edad de 75 años, en Big Sur, California.

## Investigaciones científicas
Inició su investigación en la compañía farmacéutica DuPont junto a Wallace Carothers, el inventor del nailon, con el cual trabajó acerca de la creación de los polímeros. Flory fue el primer en esclarecer y explicar la conexión entre las longitudes de las moléculas formadas en cadena y las condiciones de reacción que estas determinan. Para ello operó con una técnica que denominó temperatura zeta y punto zeta (rebautizada actualmente en su honor temperatura Flory) por la cual la molécula asume un tipo de estado óptimo de compactación e insolubridad que varía según los tipos de polímeros y los diferentes agentes disolventes. Sus investigaciones se orientaron en descubrir como se forman las moléculas que después se enlazan en largas cadenas, procesos de gran importancia en la fabricación de plásticos.
En 1974 le fue concedido el Premio Nobel de Química «por sus estudios, teóricos y prácticos, en la fisicoquímica de las macromoléculas». Ese mismo año, también recibió la Medalla Priestley, concedida por la American Chemical Society.
| Predecesor: Ernst Otto Fischer Geoffrey Wilkinson | Premio Nobel de Química 1974 | Sucesor: John Cornforth Vladimir Prelog |

- Datos: Q176351
- Multimedia: Paul Flory / Q176351